# 葵 (歌手)
葵（あおい、4月1日 - ）は、日本の歌手・俳優・声優・モデル。群馬県高崎市出身、A型、身長168cm、体重49kg。ヴィジュアル系ロックバンド 彩冷えるのボーカル。愛称はあおちゃん等。

## 略歴
2004年、MASKを脱退、同年5月に彩冷えるを結成。
2006年、バンド表記が「アヤビエ」→「彩冷える-ayabie-」となると同時に、名前の表記を向日葵→葵に変更。
2010年、化粧品ブランド「ライスフォース」とコラボ。6月、バンド活動と並行してソロ活動をスタート。8月　彩冷えるから葵以外全員脱退し、AYABIEを結成。9月、ソロ活動初のシングルをリリース。同月末に所属事務所を株式会社フェザンレーヴへ移籍。10月、ドラマ『嬢王3 ～Special Edition～』にて役者デビュー、アニメ「あやはとり召喚帖」にて声優デビューを果たす。12月、元彩冷えるのメンバーでメガマソの涼平と、ユニット葵&涼平 incl. アヤビエメガマソを結成。彩冷えるの活動を中止。
2011年7月2日、「StartingOver～Live!Live!!LaEVE」発売記念イベントファイナルにて「葵 from 彩冷える」としての活動に一区切りをつける。以降、「葵」として活動。
2012年5月23日、ソロ新プロジェクト「168 -one sixty eight-」始動。8月8日にメジャー・デビューすることも同時に発表された。9月公開の映画『死ガ二人ヲワカツマデ』第一章「色ノナイ青」に殺し屋“兎黒”役で出演。
2014年5月1日、所属事務所を有限会社ホーリーピークへ移籍。

## 概要
- 2004年、彩冷えるを結成。初代ボーカリストを務める。当初は女形バンドマンとして活動していたが、メジャーデビュー以降はメイクを薄くしている。
- MASK以前のバンドでは歪（ヒズミ）と名乗っていたが、その後葵→向日葵→葵と表記を変更。ちなみに名前の読み方は全て「アオイ」。
- 独特の歌詞を書くことで知られ、本人は「歌詞というより『詩』、もしくは『小説』のように書いている」と語っている。しかしメジャーデビュー以降はシンプルでわかりやすい歌詞に変遷していっている。
- バンド結成以前は、B'zやMr.Children、斉藤和義等の楽曲をよく聴いていたが、現在はJ-POPからテレビ番組、映画など様々なものから作曲の発想を得ている。また、自身のボーカルとしてのスタイルは、Gacktや河村隆一から影響を受けている。
- ジェムケリーのCMソングのオファーは、初めは彩冷えるに来たのだが、ジェムケリー側の楽曲に対する希望もあり、彩冷えるとしてではなく葵としてまったく新しい音楽の形で楽曲提供を行うことを決めた。尚、CMに葵自体は出演していない（代わりに陣内智則が出演）。
- 2010年8月に彩冷えるメンバーが葵のみとなってからは、葵from彩冷えると名乗り、音楽活動以外にも役者、声優など各方面に活動の幅を広げている。
- 活動休止を発表した同年の12月、「涼平との他愛ない会話から生まれた」新ユニット"葵&涼平 incl.アヤビエメガマソ"を結成。日時、会場以外一切を秘密にしたサプライズライブを、涼平と共に6日、新宿駅東口のステーションスクエアにて行った。

## 人物
- 元芸能人であり、また料理人でもある父親の影響を受け、料理人になるために留学していたことがある。また葵は父親のことを「夢追い人」と呼んでいる。
- 家族構成は祖母、妹の3人。
- インディーズ時代はバンドのマネージメント、スケジュールなどを全て担当していた。しかしその一方で、ツアー先でバンド費が入った財布を落としたり、ツアーファイナルで衣装を忘れたことがある。
- ソロ活動を行う際、「バンドが嫌になったわけじゃなくて、力を付けてそれを彩冷えるに還元したい」と語っていた。
- 好みの音楽としては前述のMr.Childrenや斉藤和義のようなアコースティックなものが多く、ハードロック等はあまり好みではないという。
- メジャー・デビューに際し、事務所から自分の歌詞を理解されず、ひどく葛藤したという。
- メジャー・デビュー目前の2008年11月に、母親を亡くしている。
- ラーメンが大好きで2日に1回は食べている。
- パワースポットやお寺が好きで特に京都が好き。

## ディスコグラフィー

### 葵 from 彩冷える・葵

#### 配信音源
1. Break out（2011年3月15日）
2. beauty girl（2011年3月15日）
3. pray（2011年5月12日）
  - 東北大震災を受け、葵が製作した楽曲。
4. MUSIC（2017年8月10日）
  - 作詞：葵 / 作曲：涼平

#### オムニバス参加作品
1. V-ROCK Disney（2011年9月14日）
  - 「Can You Feel the Love Tonight?」をカバー。
2. CRUSH!2 -90's V-Rock best hit cover songs-（2011年11月23日）
  - GACKTのソロデビュー曲「Mizérable」をカバー。

#### 楽曲提供
- シンデレラ・サマー feat.初音ミク（ショウタ&チュウタ）
  - 「トライアングル」、「またね」で作詞を担当、「またね」にゲストボーカルとして参加。

#### その他
1. Aoi Original Special CD（2010年6月下旬頃）
  - 「声」
  - 「涙リフレイン」・・・ジェムケリーCMソング
  - ライスフォースと葵のコラボレーションで、期間内にお試し版の購入者に限定で配布された。
2. ライブ音源CD（2011年5月29日）
  - FC旅行最終日に葵 Meet the Okinawa ～long night～のライブ音源CDをFC旅行参加者にプレゼントされた。
3. メメントモリ（2013年12月24日）
  - TSUTAYA O-EASTにて行われたWINTER TOUR 2013｢All the world's a stage｣の東京公演限定で無料配布された。
4. 芝居するンゴ！〜夢の2.5次元舞台〜（2024年10月23日）
  - 東京ボイストレーニングスクール 2024ドラマCD「芝居するンゴ！〜夢の2.5次元舞台〜」の主題歌として「星屑マスカレイド」を収録。劇中では、声優としても出演する。役名は「脚本家・轟泥(とどろ どろ)」。

## ミュージックビデオ
| 監督         | 曲名                                           |
| いちのへ宏彰 | 「秘すれば花」                                 |
| 酒井知哉     | 「雪月花」「必要惡」                           |
| 手塚一紀     | 「youth」「誘惑」                              |
| 森田一平     | 「MI DA RA」「Surrender Love」「モノクローム」 |

## メディア

### 俳優

#### ドラマ
- 嬢王3~Special Edition~（2010年）- 秘書 役

#### 映画
- 死ガ二人ヲワカツマデ… 第一章 「色ノナイ青」（2012年）- 兎黒 役

#### 舞台
- 龍狼伝（2015年）- 左慈 役

### 声優

#### テレビアニメ
- あやはとり召喚帖（2010年）- 小野小町 役

#### ドラマCD
- 源×平学園合戦録（2010年）- 平教経 役

### ラジオ
- Visualize Zone～葵の今夜もア・ミーゴ！！～（FM-FUJI 土曜23：00～24：00、2010年4月～2014年3月)
- 葵キペディア（RADIO BERRY 金曜21：30-21：55、Fm yokohama 日曜23：00-23：30、2010年10月-2011年9月）
- 葵のゴモン （文化放送 金曜21：00-21：30、2010年10月-2012年3月）
- TOKYO→NIIGATA MUSIC CONVOY （FM PORT 火曜20:00-22:00、2013年1月-2015年3月）